# Marpissa minor
Marpissa minor är en spindelart som beskrevs av Pickard-Cambridge F. 1901. Marpissa minor ingår i släktet Marpissa och familjen hoppspindlar. Inga underarter finns listade i Catalogue of Life.